# Matilda McCrear
Matilda McCrear (nom d'origine Àbáké en yoruba), née vers 1857 et morte le 13 janvier 1940, est la dernière survivante vivante connue aux États-Unis de la traite transatlantique des esclaves. Elle est une Yoruba qui a été capturée à l'âge de deux ans avec sa mère et trois de ses sœurs et emmenée à Mobile en Alabama sur le navire négrier le Clotilda,.
McCrear, sa mère et une de ses sœurs sont vendues ensemble tandis que les deux autres sœurs sont vendues loin d'elles. Elles ne se sont jamais retrouvées. Avec d'autres esclaves américains dans les territoires non occupés par l'Union dans le Sud, Matilda McCrear obtient la liberté par la proclamation d'émancipation de 1863. Elle et sa famille n'ont pas obtenu la liberté avant l'abolition de facto de l'esclavage avec le treizième amendement de la Constitution des États-Unis en 1865. Adulte, elle continue à être métayère et a une famille de quatorze enfants avec un mari américain d'origine allemande, né blanc, en union libre. Elle meurt à Selma, Alabama.
La vie de McCrear est devenue publique grâce aux recherches d'Hannah Durkin de l'Université de Newcastle, publiées en 2020.

## Biographie

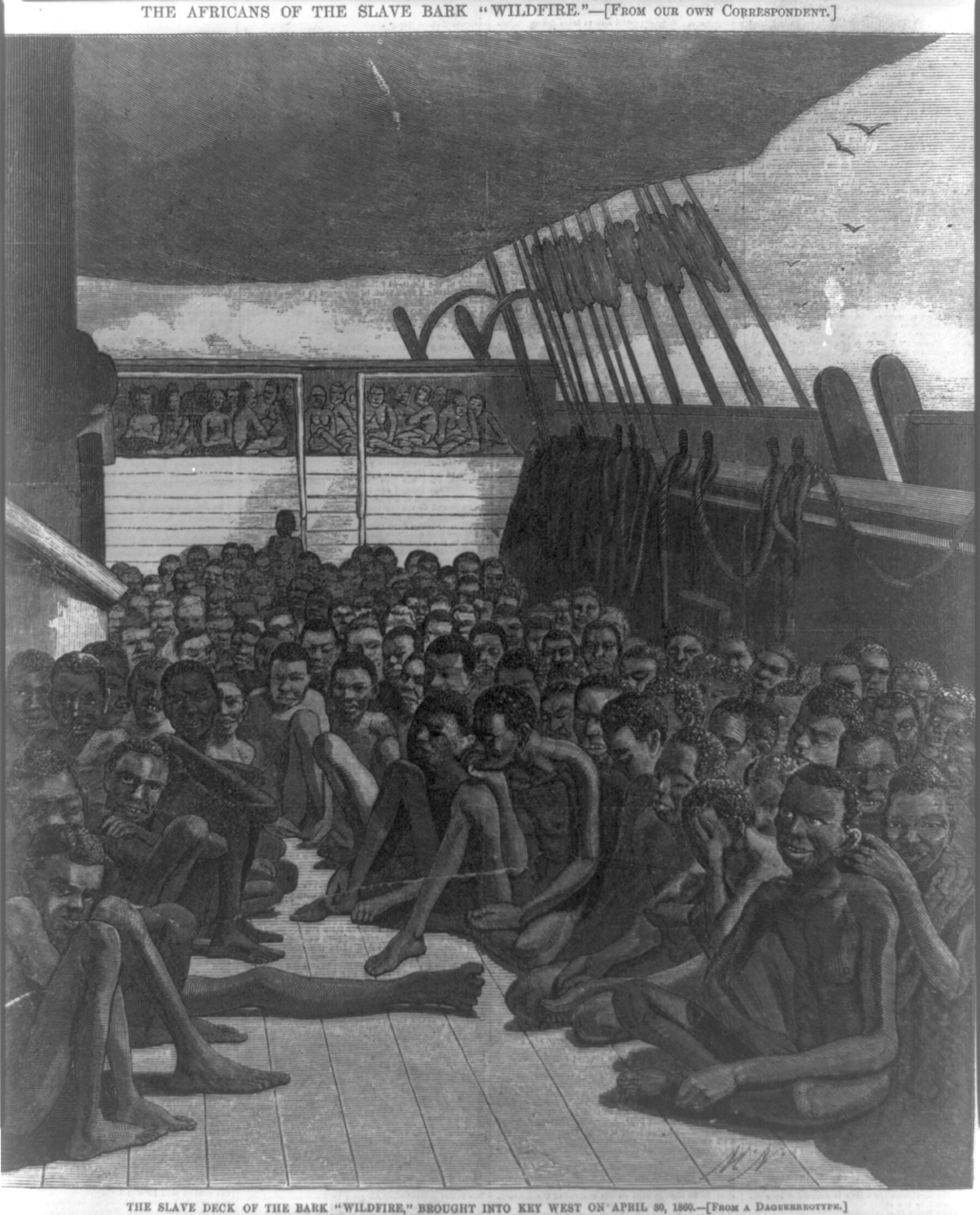
Africains réduits en esclavage sur le pont du « Wildfire » amenés à Key West le 30 avril 1860

Matilda McCrear, naît vers 1857 au Nigeria sous le nom d'Àbáké qui signifie en yoruba « née pour être aimée de tous ». Elle est capturée à l'âge de deux ans en Afrique de l'Ouest avec sa mère et ses sœurs par l'armée du royaume d'Abomey qui a attaqué leur maison. Les Abomeyans transportent leurs prisonniers à Ouidah, un port côtier pour la traite des esclaves. Le capitaine William Foster du Clotilda, le dernier navire négrier connu ayant transporté des captifs d'Afrique aux États-Unis, arrive à Ouidah avec à son bord 110 Africains enchaînés - dont les cinq femmes McCrear - et débarque à Mobile, Alabama illégalement (les États-Unis ont interdit la traite transatlantique des esclaves au 1er janvier 1808 avec l'Act Prohibiting Importation of Slaves). Risquant la peine de mort, le capitaine incendie et coule son navire après cette traversée.
Dans son journal de 1860, le capitaine Foster décrit comment il est entré en possession des Africains esclaves sur son navire :

« De là, je suis allé voir le roi du Dahomey. Après avoir traité agréablement avec le Prince, nous nous sommes rendus à l'entrepôt où ils avaient enfermé quatre mille captifs en état de nudité, dont ils m'ont donné la liberté de choisir cent vingt-cinq comme miens, en m'offrant de les marquer pour moi, ce que j'ai interdit de façon péremptoire ; j'ai commencé à prendre une cargaison de nègres, et j'ai réussi à en embarquer cent dix. »

Matilda McCrear est membre du peuple Yoruba. Elle a reçu des cicatrices faciales traditionnelles qui sont restées visibles toute sa vie et révèlent son nom d'origine, Àbáké,. À l'âge de deux ans, elle, sa mère Gracie et sa sœur Sallie (comme elles ont été prénommées aux États-Unis), sont capturées et achetées par un planteur, Memorable Creagh. Elles font partie des 110 Africains transportés en 1860 sur le Clotilda. Ses deux autres sœurs, dont les noms ne sont pas connus, sont vendues à un autre propriétaire et ne se sont jamais retrouvées. Leur mère Gracie est « mariée » à un survivant du Clotilda, un africain nommé Guy.
Après l'abolition de l'esclavage en 1865, Matilda McCrear (qui prend d'abord le nom de Creagh) continue à travailler en tant que métayère en Alabama avec ses proches. Elle ne s'est jamais mariée mais, selon son petit-fils, elle a eu 14 enfants avec un homme blanc d'origine allemande. Elle change son nom de Creagh en McCrear.
À l'âge de soixante-dix ans, elle soumet avec Redoshi, une autre ancienne esclave, une demande d'indemnisation pour le travail forcé qu'elle ont subi, mais leur requête est refusée. D'après Durkin, il semble qu'elle ait maintenu sa coiffure dans un style traditionnel yoruba tout au long de sa vie.
En janvier 1940, elle tombe malade après avoir subi un accident vasculaire cérébral. Elle meurt  le 13 janvier 1940 à Selma, dans le comté de Dallas, en Alabama, à l'âge de 83 ans.
Avant que les recherches de Durkin ne soient publiées en 2020, Redoshi (vers 1848 – 1937), qui vivait à la même époque que McCrear, était reconnue comme étant la dernière survivante du Clotilda et de la traite transatlantique des esclaves.